# Sybaris yakkala
Sybaris yakkala là một loài bọ cánh cứng trong họ Meloidae. Loài này được Mohamedsaid miêu tả khoa học năm 1979.